# 陳一元
陈一元（1573年—1642年），字泰始，號四遊，福建福州府侯官縣人，明朝政治人物。

## 生平
早年出身府學附學生，以《春秋》中萬曆二十二年（1594年）甲午科福建鄉試舉人第七名，二十九年（1601年）會試中式第六十三名，成第三甲第一百二十一名進士。歷任四會、南海、嘉定县知县。三十八年行取考选，四十年擢山西道監察御史，巡视東城，萬曆四十一年（1613年）十月出按江西，次年移疾去。四十四年四月外放广东佥事，四十五年以京察贬江西副理问，二年升户部四川司主事，天启三年四月升尚宝司丞，六月升本司少卿，四年累任应天府府丞，因与叶向高姻亲，被御史文縉彈劾落职。
崇祯年間恢复官职。温体仁因其依附东林党，不召，在家中逝世。
有《漱石山房集》。

## 家族
曾祖陳諲，祖父壽官陳銧，父陳志，母秦氏。陳一元女儿嫁葉向高之孫葉益蓀。
有孫陳亨，崇禎庚辰進士。